# Coupe de Tunisie de football 1956-1957
Navigation
Coupe de Tunisie 1955-1956 Coupe de Tunisie 1957-1958
La Coupe de Tunisie de football 1956-1957 est la 27e édition de la coupe de Tunisie depuis sa création, et la seconde organisée après l'indépendance du pays. Elle est organisée par la Ligue de Tunisie de football (LTFA).

## Résultats

### Seizièmes de finale
Les matchs sont disputés le 2 décembre 1956.
| Équipe 1                                  | Équipe 2                                 | Score 90' |
| Stade tunisien                            | Union sportive gabésienne                | Forfait   |
| Sfax railway sport                        | Olympique de Béja                        | 5 - 2     |
| Étoile sportive de Radès                  | Al Mansoura Chaâbia de Hammam Lif        | 2 - 1     |
| Union sportive de la marine de Ferryville | Étoile sportive de Métlaoui              | 2 - 1     |
| Club tunisien                             | Grombalia Sports                         | 2 - 1     |
| Jeunesse sportive métouienne              | Union sportive monastirienne             | 4 - 2     |
| Club africain                             | Sporting Club de Gafsa                   | 3 - 0     |
| Olympique du Kef                          | Olympique de Tunis                       | 3 - 2     |
| Étoile sportive gabésienne                | Union sportive tunisienne                | Forfait   |
| Stade africain de Ferryville              | Association sportive des PTT de Sfax     | 2 - 1     |
| Club athlétique bizertin                  | Jeunesse sportive de Tebourba            | 6 - 0     |
| Club olympique du Kram                    | Khanfous Club (Redeyef)                  | 4 - 0     |
| Club sportif de Hammam Lif                | Jeunesse sportive omranienne             | 4 - 2     |
| Étoile sportive du Sahel                  | Association des anciens élèves de Mateur | 8 - 0     |
| Espérance sportive de Tunis               | Stade populaire                          | 5 - 0     |
| Union sportive musulmane                  | Patrie Football Club bizertin            | 2 - 2     |

### Huitièmes de finale
Les matchs sont disputés le 30 décembre 1956.
| Équipe 1                    | Équipe 2                                  | Score 90' |
| Stade tunisien              | Club olympique du Kram                    | 5 - 1     |
| Union sportive musulmane    | Olympique du Kef                          | 1 - 0     |
| Club athlétique bizertin    | Étoile sportive gabésienne                | 1 - 0     |
| Espérance sportive de Tunis | stade africain de Ferryville              | 2 - 1     |
| Club tunisien               | Club africain                             | 1 - 0     |
| Étoile sportive du Sahel    | Sfax railway sport                        | 3 - 0     |
| Étoile sportive de Radès    | Union sportive de la marine de Ferryville | 1 - 0     |
| Club sportif de Hammam Lif  | Jeunesse sportive métouienne              | 4 - 2     |

### Quarts de finale
Les matchs sont disputés le 3 février 1957.
| Équipe 1                    | Équipe 2                   | Score 90' |
| Espérance sportive de Tunis | Club tunisien              | 3 - 1     |
| Étoile sportive du Sahel    | Club sportif de Hammam Lif | 2 - 1     |
| Club athlétique bizertin    | Union sportive musulmane   | 3 - 0     |
| Stade tunisien              | Étoile sportive de Radès   | 1 - 0     |

### Demi-finales
| Date        | Équipe 1                    | Équipe 2                 | Score 90' |
| 3 mars 1957 | Espérance sportive de Tunis | Stade tunisien           | 2 - 0     |
| 3 mars 1957 | Étoile sportive du Sahel    | Club athlétique bizertin | 3 - 2     |

### Finale
| Date         | Équipe 1                    | Équipe 2                 | Score 90' |
| 31 mars 1957 | Espérance sportive de Tunis | Étoile sportive du Sahel | 2 - 1     |

L'arbitre principal de la finale est Bahri Ben Saïd, secondé par Ahmed Bentini et Moncef Ben Ali.

## Meilleurs buteurs
Les deux buteurs de l'EST en finale, Abderrahman Ben Ezzedine et Hédi Feddou, ainsi que Mourad Boudhina (ESS), auteur d'un triplé en demi-finale, totalisent cinq buts. Ils précèdent Habib Mougou et Mahmoud Mekki (ESS), et Brahim Ben Miled (Farzit), auteurs de quatre buts.